# Indické letectvo

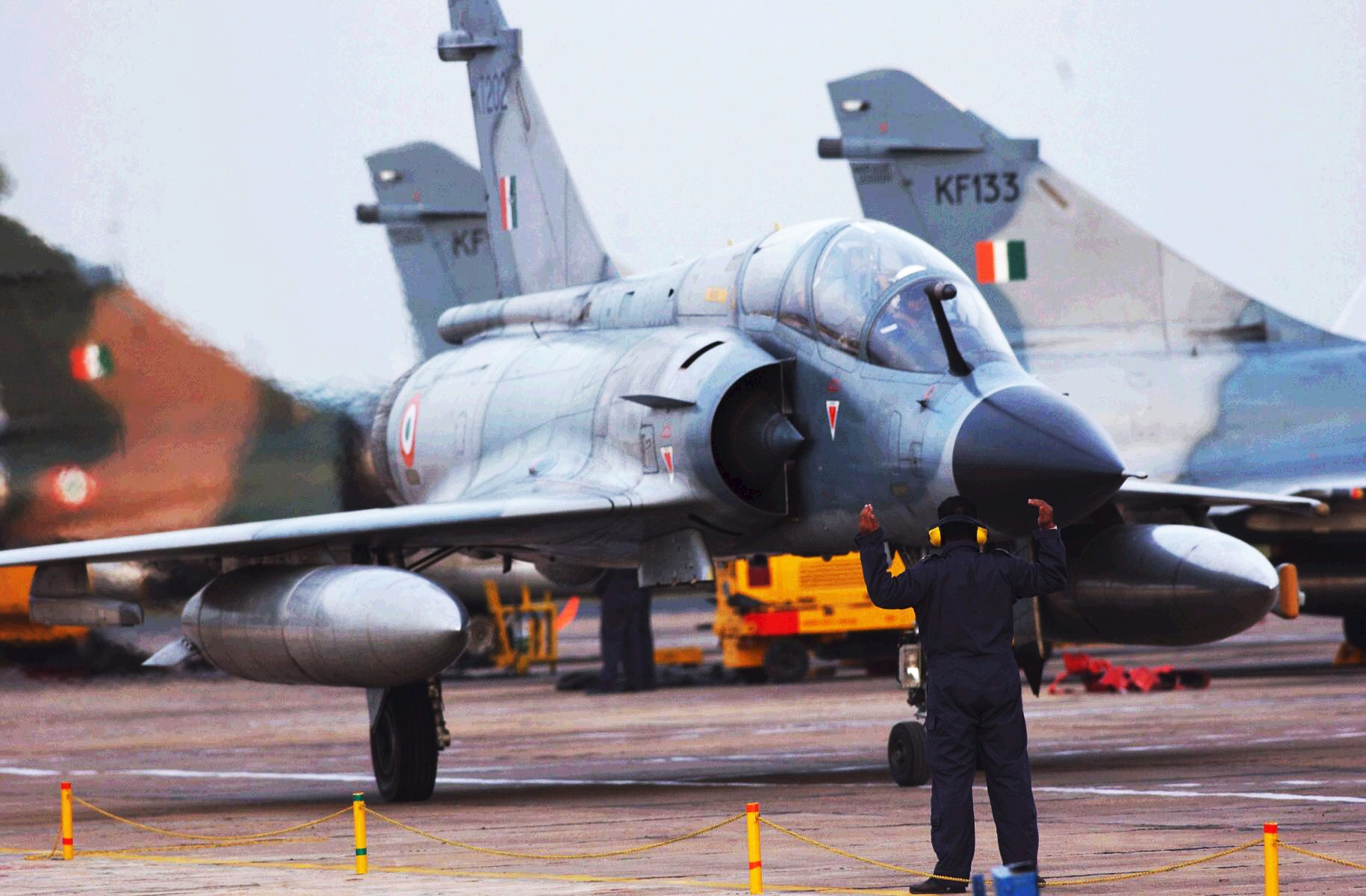
Indická Dassault Mirage 2000

Indické letectvo (Bharatiya Vāyu Senā) je letecká složka Indických ozbrojených sil. Z hlediska množství personálu a letadel se jedná o čtvrté největší letectvo na světě. Ke konci roku 2016 mělo zhruba 140 tisíc členů aktivního personálu a 1740 letadel. Velitelem je od 31. prosince 2016 hlavní maršál letectva Birender Singh Dhanoa.
Letectvo Britské Indie bylo založeno 8. října 1932 jako pomocné letectvo Britského impéria. V roce 1950 po vyhlášení republiky Indie z názvu vypustila přídomek „královské“ (Royal), získaný v roce 1945 jako uznání za bojové výkony ve druhé světové válce.
První bojů se indické královské vzdušné síly zúčastnily ještě po boku Spojeného království za druhé světové války. Po získání samostatnosti se Indické vzdušné sily zúčastnily čtyř válek se sousedním Pákistánem a jednoho konfliktu s Čínou.

## Historie
Oficiální vznik indických královských vzdušných sil se datuje k 8. říjnu 1932, ale první letka, skládající se ze čtyř dvojplošníků Westland Wapiti IIA, byla zformována 1. dubna 1933. O čtyři a půl roku později absolvovala letka A, jak byla tato jednotka nazvaná, své první ostré nasazení. Jejím úkolem bylo poskytovat vzdušnou podporu indické armádě při potlačení povstání kmenů Bhittani. Mezitím v dubnu 1936 vznikla letka B a v červnu 1938 i třetí s označením "C". V této síle vstupovalo indické letectvo do druhé světové války.

### Druhá světová válka
Brzy po zahájení druhé světové války získala Indie i dvouplošníky Audax, které ve srovnání se stroji Wapiti létaly rychleji téměř o 60 km/h. Navíc v roce 1941 získalo indické letectvo čtyřmotorová dopravní letadla Armstrong Whitworth Atalanta, které Indie využívala k hlídkování v deltě Sundarbans jižně od Kalkaty. Dalším dopravním letadlem, které sloužilo v pobřežních oblastech Indie bylo de Havilland DH.89 Dragon Rapide. V srpnu 1941 začala Indie přezbrojovat některé letky z dvojplošníků Wapiti na hornoplošníky Westland Lysander.

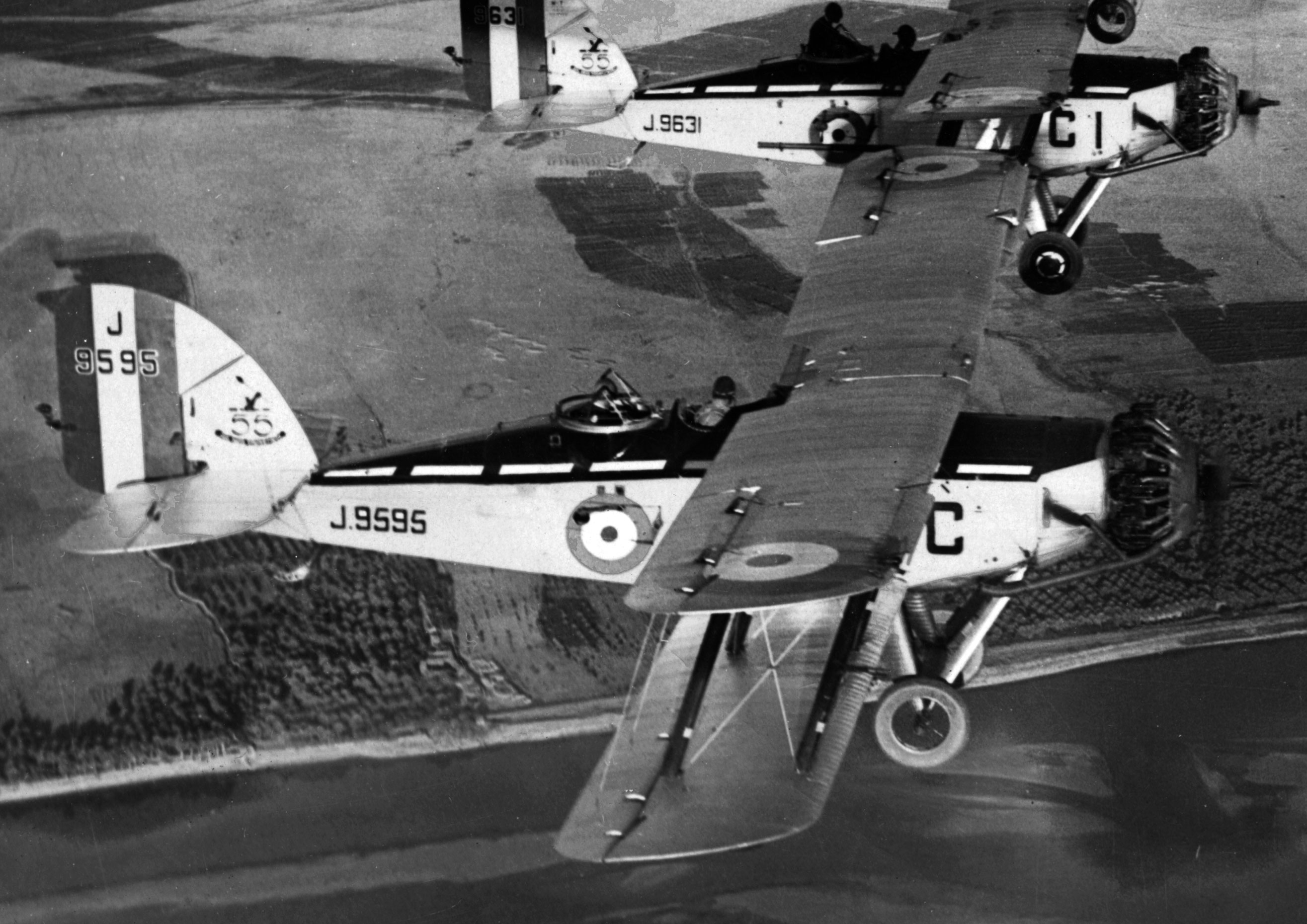
Westland Wapiti
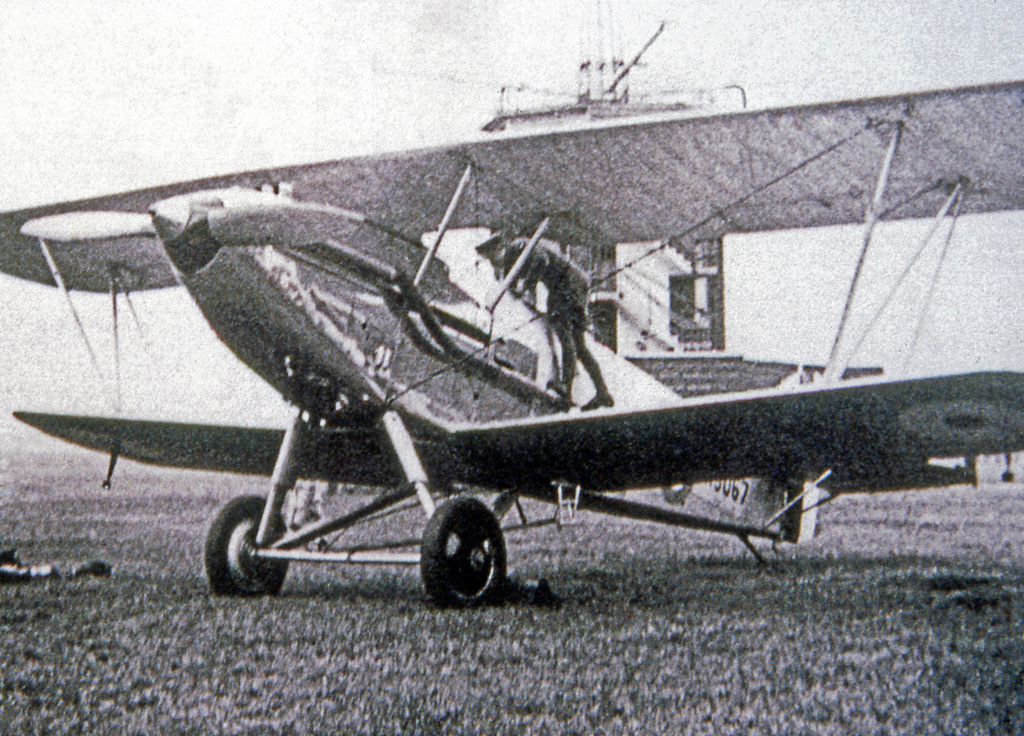
Audax
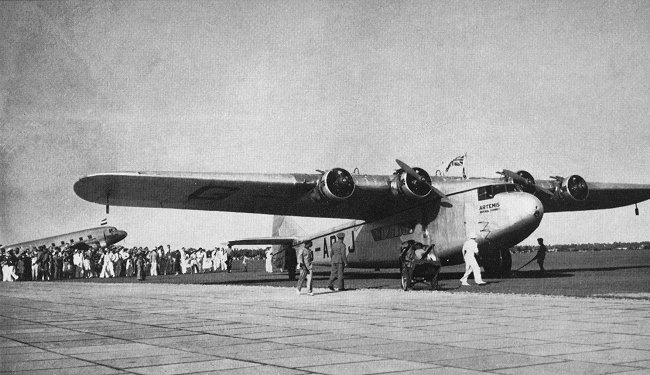
Armstrong Whitworth Atalanta
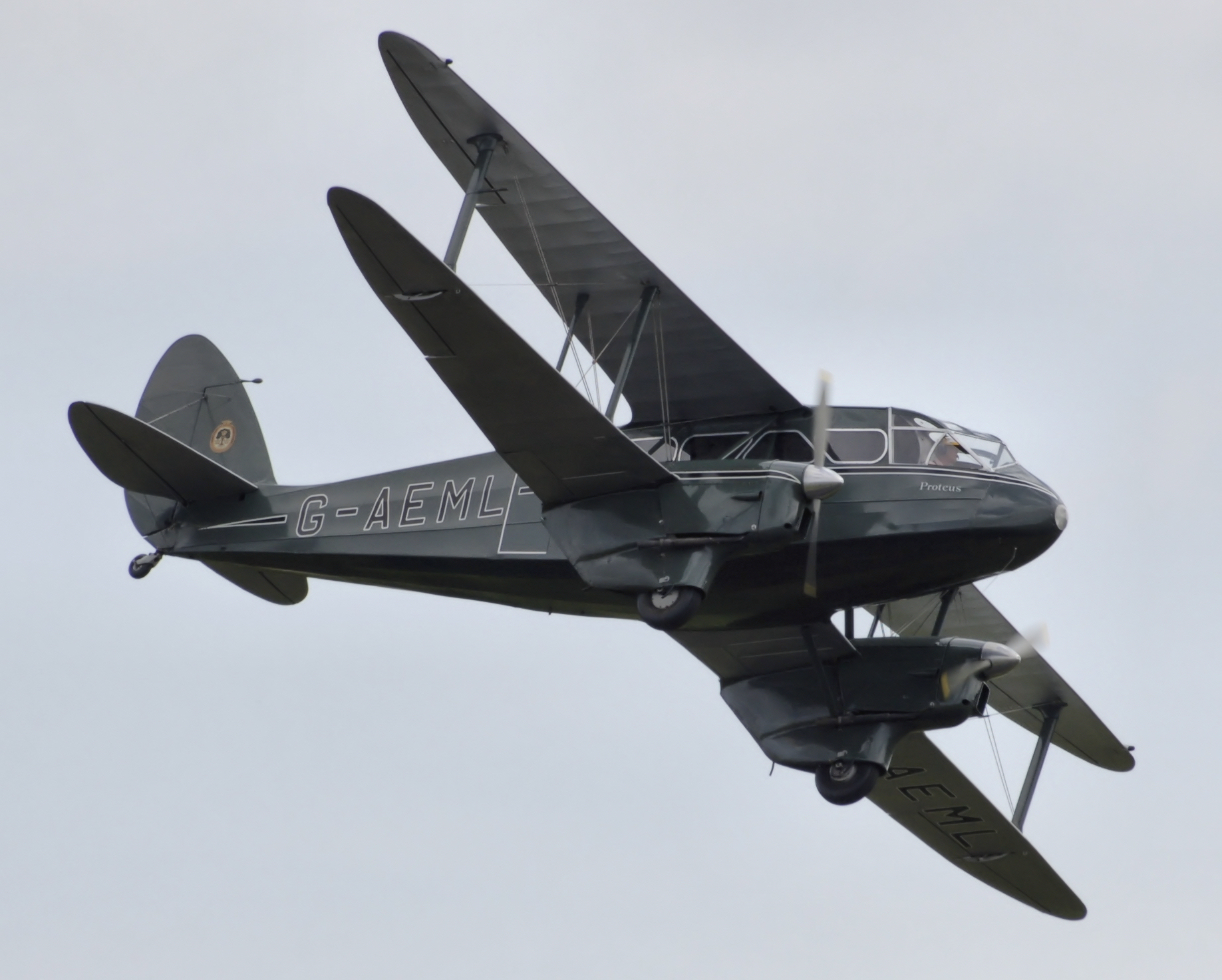
de Havilland Dragon Rapide
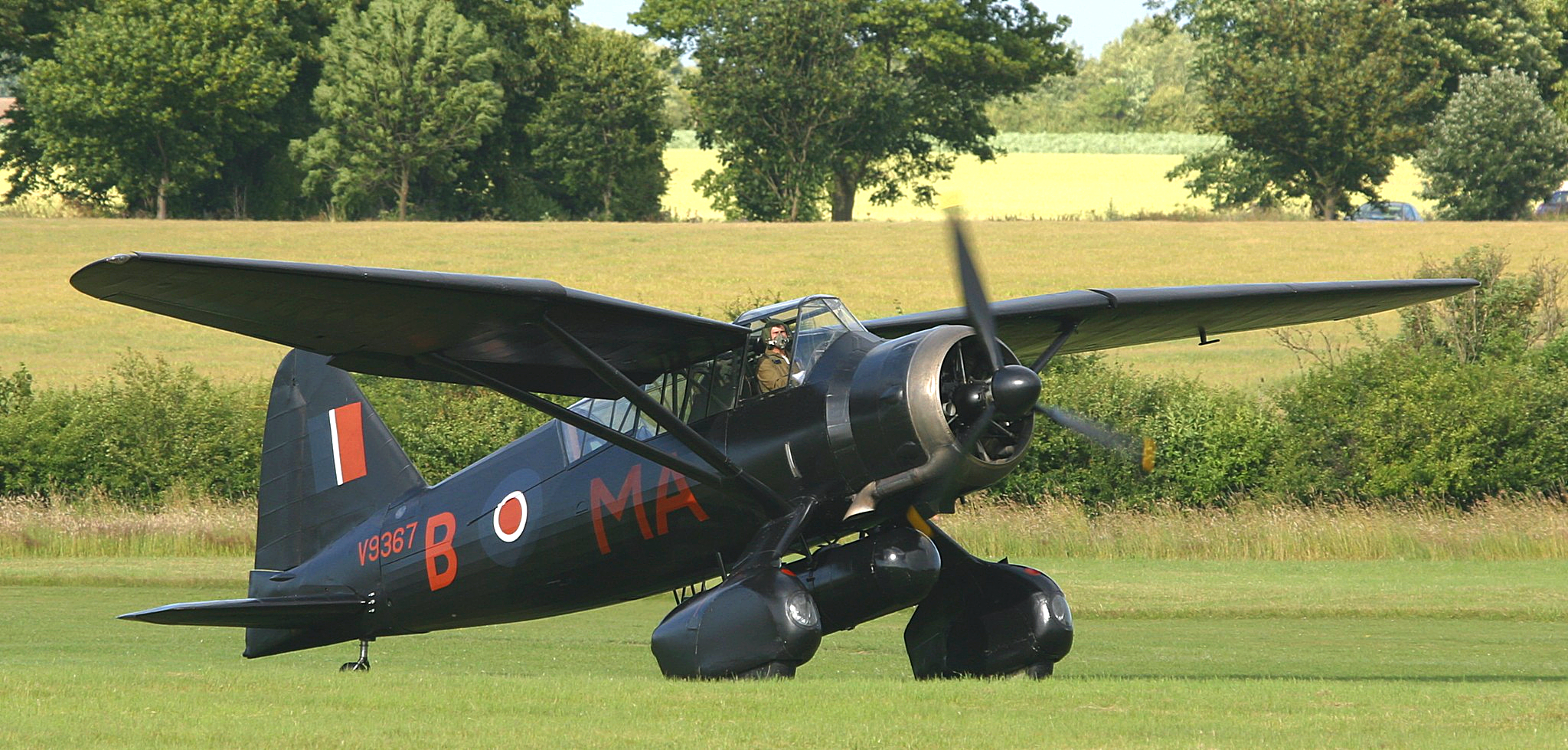
Westland Lysander

Když vstoupilo Japonsko v prosinci 1941 do druhé světové války, byla 4. letka indických královských vzdušných sil převelena do Barmy. Šlo o smíšené křídlo,[zdroj⁠?!] sestávající ze čtyř strojů Wapiti a dvou Audaxů. Avšak již o měsíc byly čtyři ze šesti těchto letadel zničeny během jednoho z japonských náletů. 4. letka byla nahrazena třetí, která byla mezitím vyzbrojena čtyřmi letadly Blenheim I vyřazenými z RAF. Po dobu jednoho měsíce byly Blenheimy téměř jediné stroje, které poskytovaly vzdušné krytí lodím kotvícím v přístavu v Rangúnu. Od 1. února byly v Barmě dislokovaná i indická letadla Lysander, která zpočátku vzlétala pouze na průzkumné mise. Brzy nato však byla vyzbrojena dvojicí 113 kg pum a začala provádět nálety na významné japonské letecké základny v Thajsku.
V červnu 1942 začalo přezbrojování některých letek na stíhačku Hurricane IIB a o rok později dosáhly v indickém letectvu operační způsobilost i americké střemhlavé bombardéry Vengeance I. Letadla Vengeance zpočátku trpěla častými poruchami, což si vyžádalo jejich dočasné uzemnění. Tyto závady se však podařilo v krátkém čase odstranit a dne 15. prosince 1943 uskutečnily bombardéry první nálet na japonské pozemní cíle.
Dne 3. ledna 1945 byly do indického letectva zavedeny jednomístné stíhací letouny Spitfire VIII. Do konce války Indie vytvořila 8 stíhacích letek vybavených stroji Hurricane a 2 letky vyzbrojené stíhačkami Spitfire. Hurricane tak tvořil během války hlavní sílu indického letectva. Tato letadla hrála významnou roli v ofenzivě v Arakanu, která začala v prosinci 1944. Během této kampaně stroje Hurricane přerušovaly nepřátelské komunikační linky a neustále útočily na japonské jednotky. Operace trvala až do 3. května 1945, kdy se podařilo dobýt Rangún.

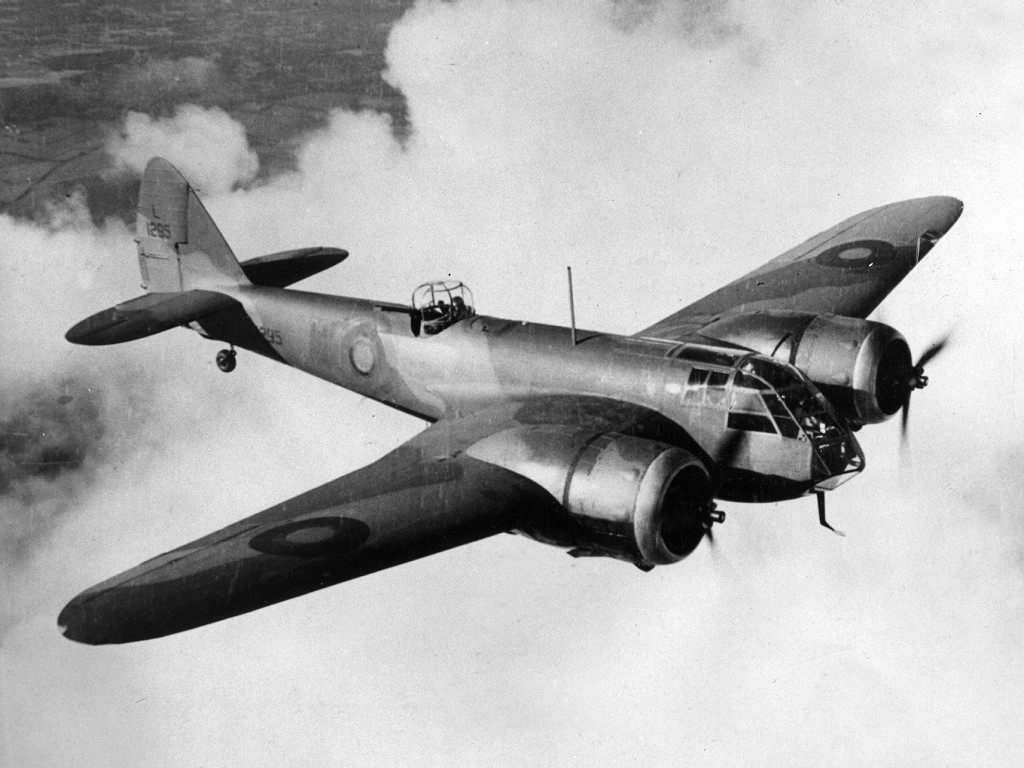
Blenheim I
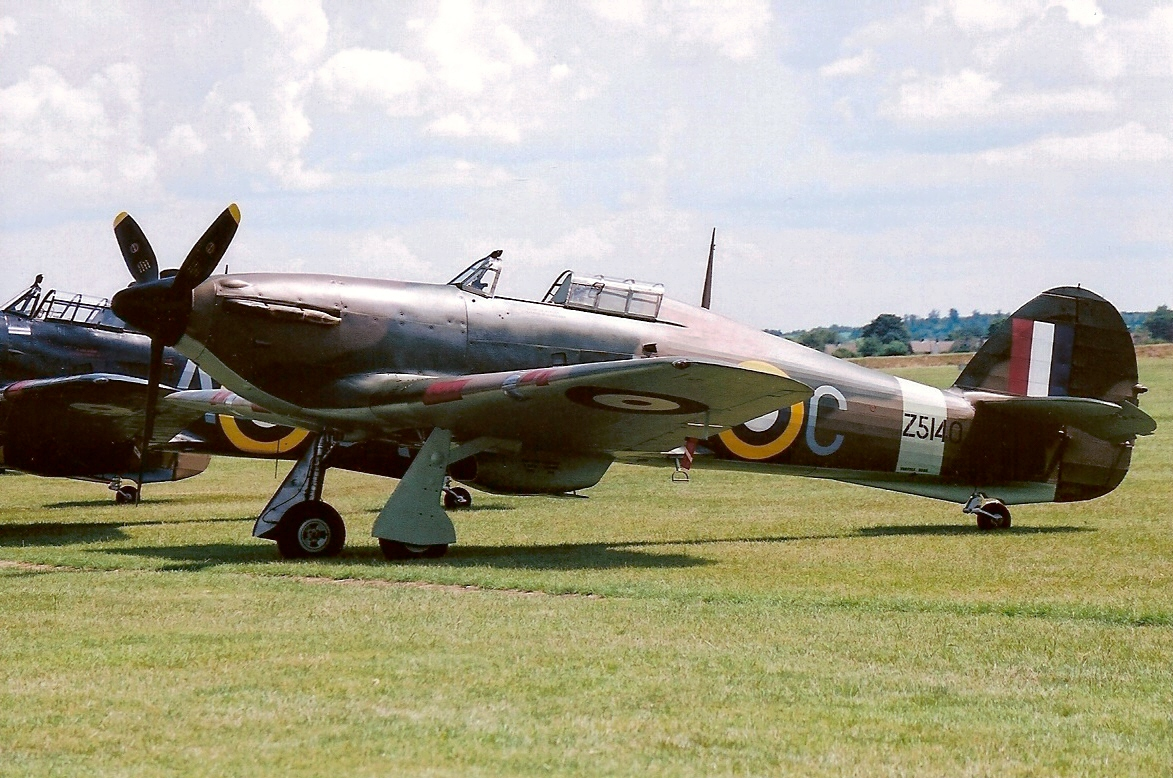
Hurricane IIB
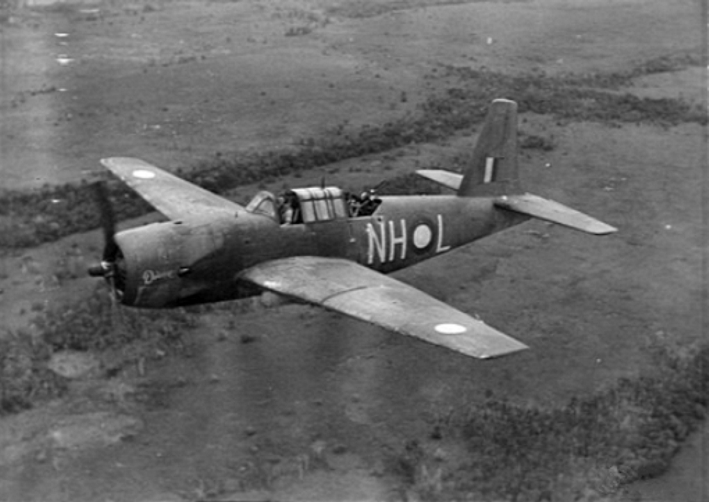
Vultee A-31 Vengeance
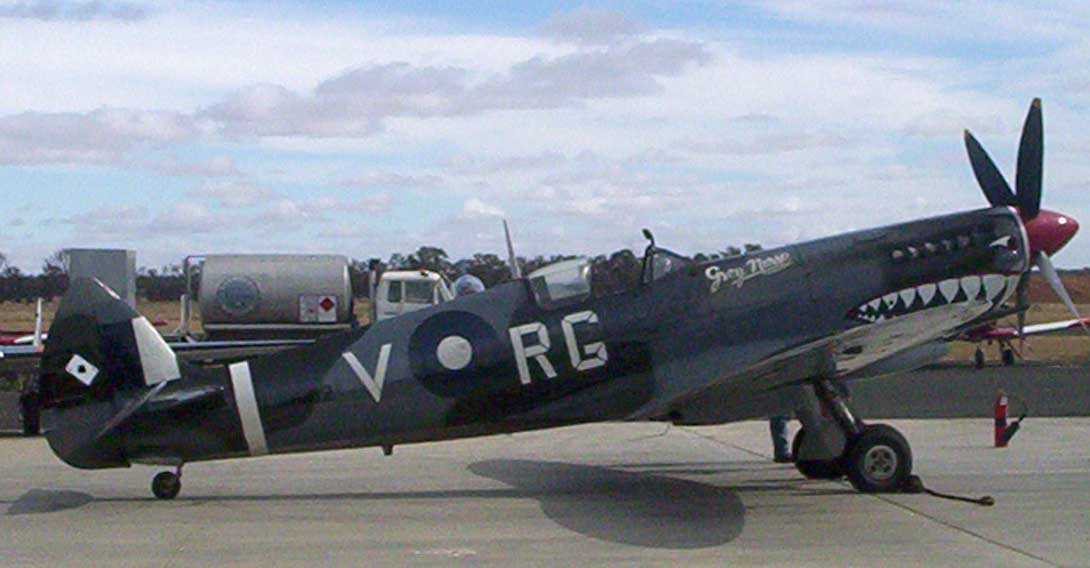
Supermarine Spitfire

### Poválečné období
Koncem roku 1945 začalo přezbrojování letek se stroji Hurricane na rychlejší Spitfire, přičemž celý tento process byl ukončen do poloviny roku 1946. Ke konci roku 1946 vzniklo i první dopravní křídlo, které bylo vybaveno americkými dvoumotorový letadly C-47. Na podzim 1946 se Indie rozhodla přezbrojit některé letky stíhačkami Tempest. Do léta 1947 se indickému letectvu podařilo vybavit 7 letek výkonnějšími stíhačkami Tempest, z nichž však 2 letky připadly nově vznikajícím pákistánským královským vzdušným silám. Indické vzdušné síly založily i jednu letku průzkumných letadel, sestávající ze strojů Auster AOP.
Když došlo srpnu 1947 k oddělení Pákistánu, vztahy se mezi oběma zeměmi vyhrotily, což přerostlo v ozbrojený konflikt. První střety pozemních jednotek na indicko-pákistánské hranici se uskutečnily již koncem října 1947. Do bojů zasáhly i indické stíhačky Spitfire, které ostřelovaly pákistánské vojáky. V bitvě o Shalateng hrály rozhodující roli zase stíhací letouny Tempest, které zastavily postup povstalců. Boje pokračovaly následujících 15 měsíců, přičemž se do nich ve velké míře zapojovalo i indické letectvo.
Chybějící složkou indického letectva byly těžké bombardéry, proto vláda uzavřela se společností HAL smlouvu na rekonstrukci bývalých amerických letadel B-24 Liberator. V listopadu 1948 bylo repasovaných prvních šest B-24, které zformovaly první letku. Přestože šlo o velký kvalitativní posun indického letectva, tak rozhodně nebyl tou nejvýznamnější událostí roku 1948. 4. listopadu totiž Indie získala první tři proudové stíhačky de Havilland Vampire, které nakoupila v průběhu příštích let více než 400 kusů. Indie se tak stala v Asii první zemí, která zavedla proudové stíhací letouny.

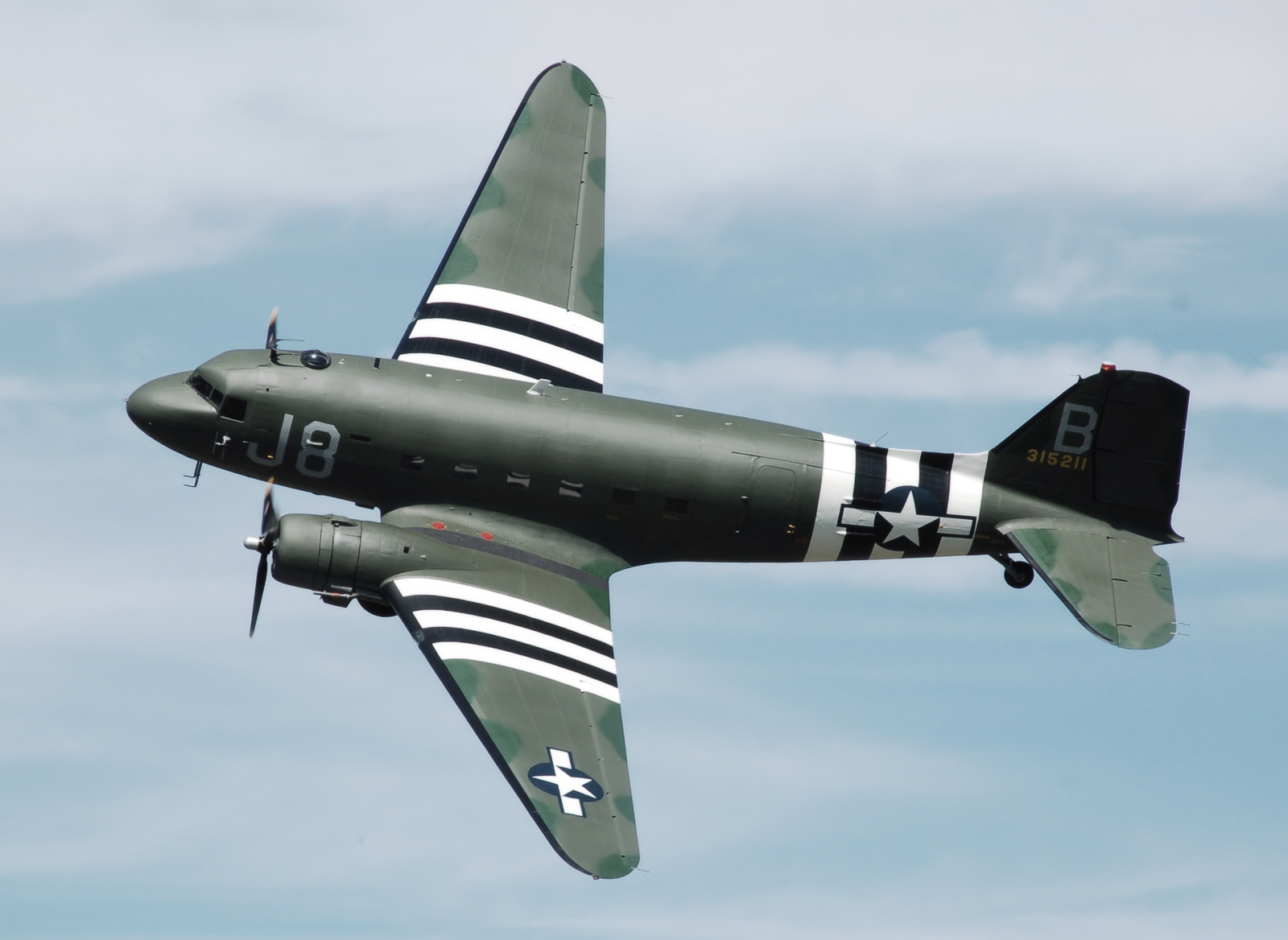
C-47 Skytrain
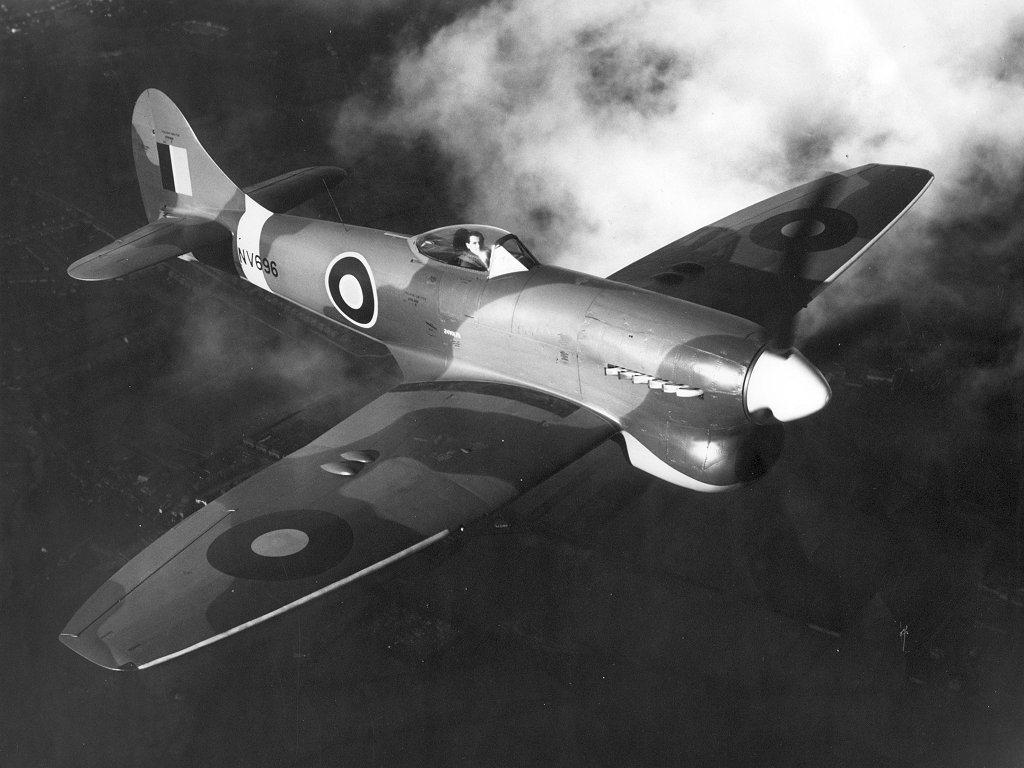
Hawker Tempest
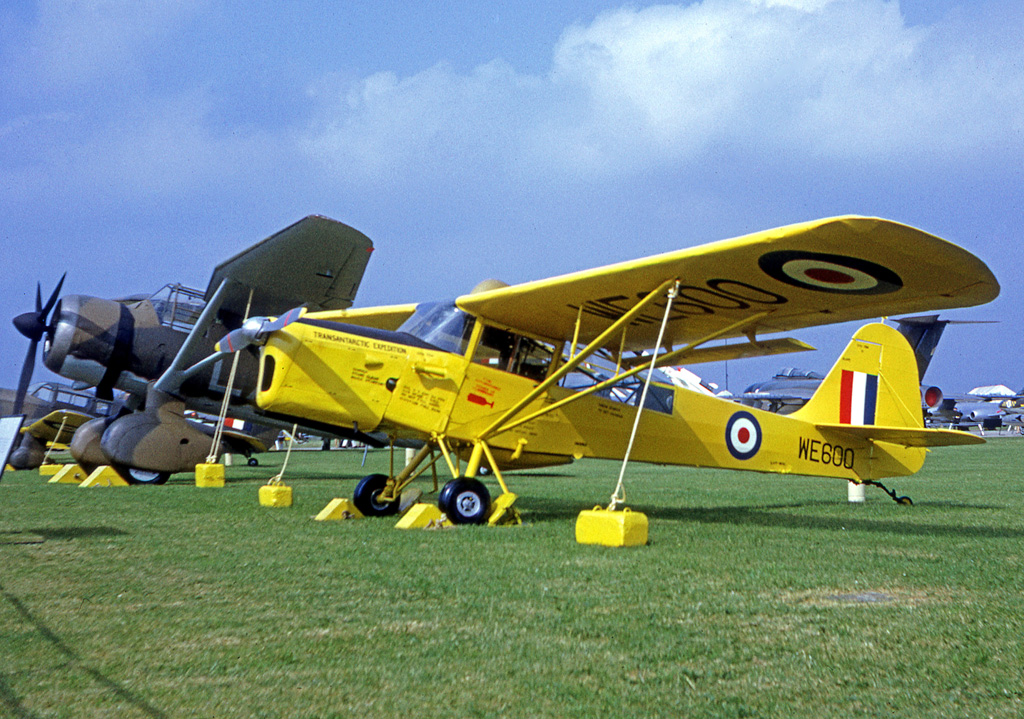
Auster AOP
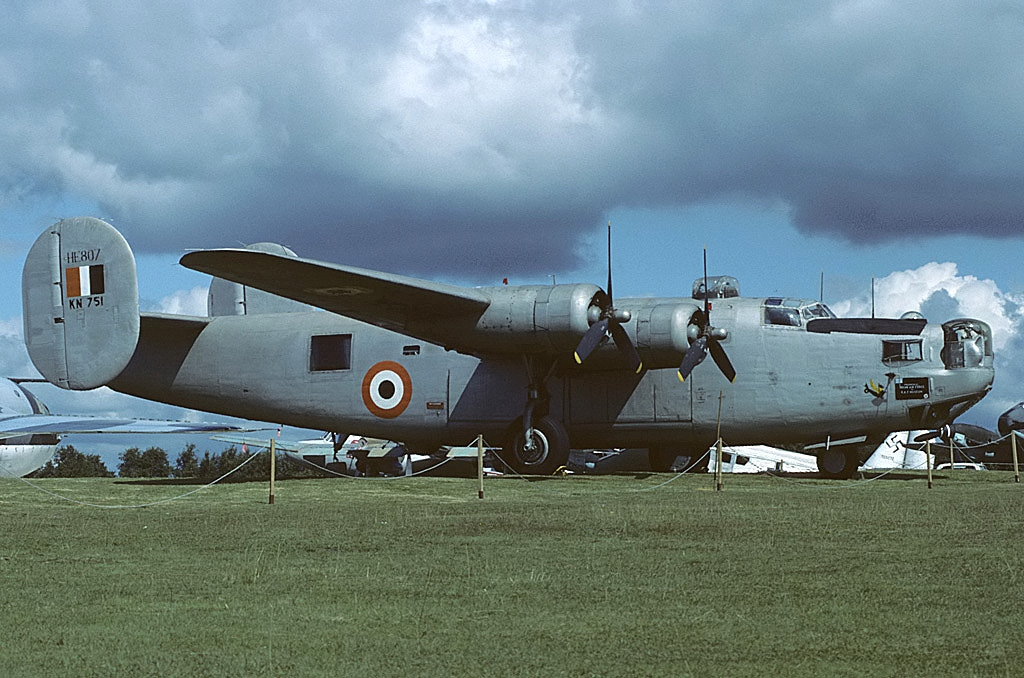
Consolidated B-24 Liberator
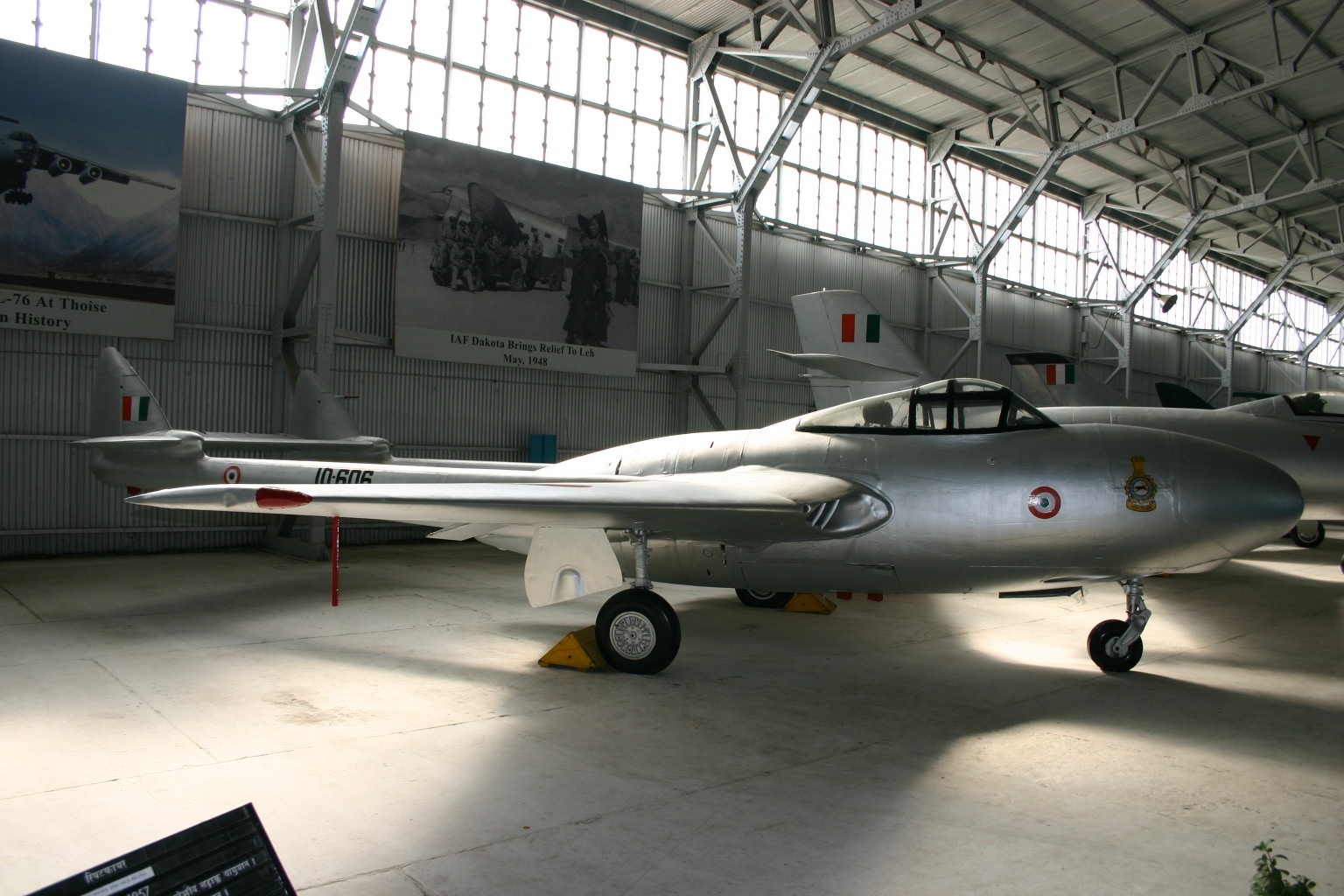
de Havilland Vampire

Aby Indie v při nákupu letecké techniky diverzifikovala dodavatelské zdroje, obrátila se na francouzskou společnost Dassault. V roce 1953 začala tato firma dodávat indickému letectvu stíhací bombardéry Ouragan, které byly vůbec prvními proudovými bojovými letadly francouzské provenience. Od roku 1957 byly tyto stroje nahrazovány dalším letadlem od společnosti Dassault – Mystère IVA.
Koncem 50. let 20. století začíala Indie zavádět do služby britská stíhací letadla druhé generace Hawker Hunter. K nim přibyly další dva stroje britské provenience – proudový bombardér English Electric Canberra a lehká stíhačka Folland Gnat.

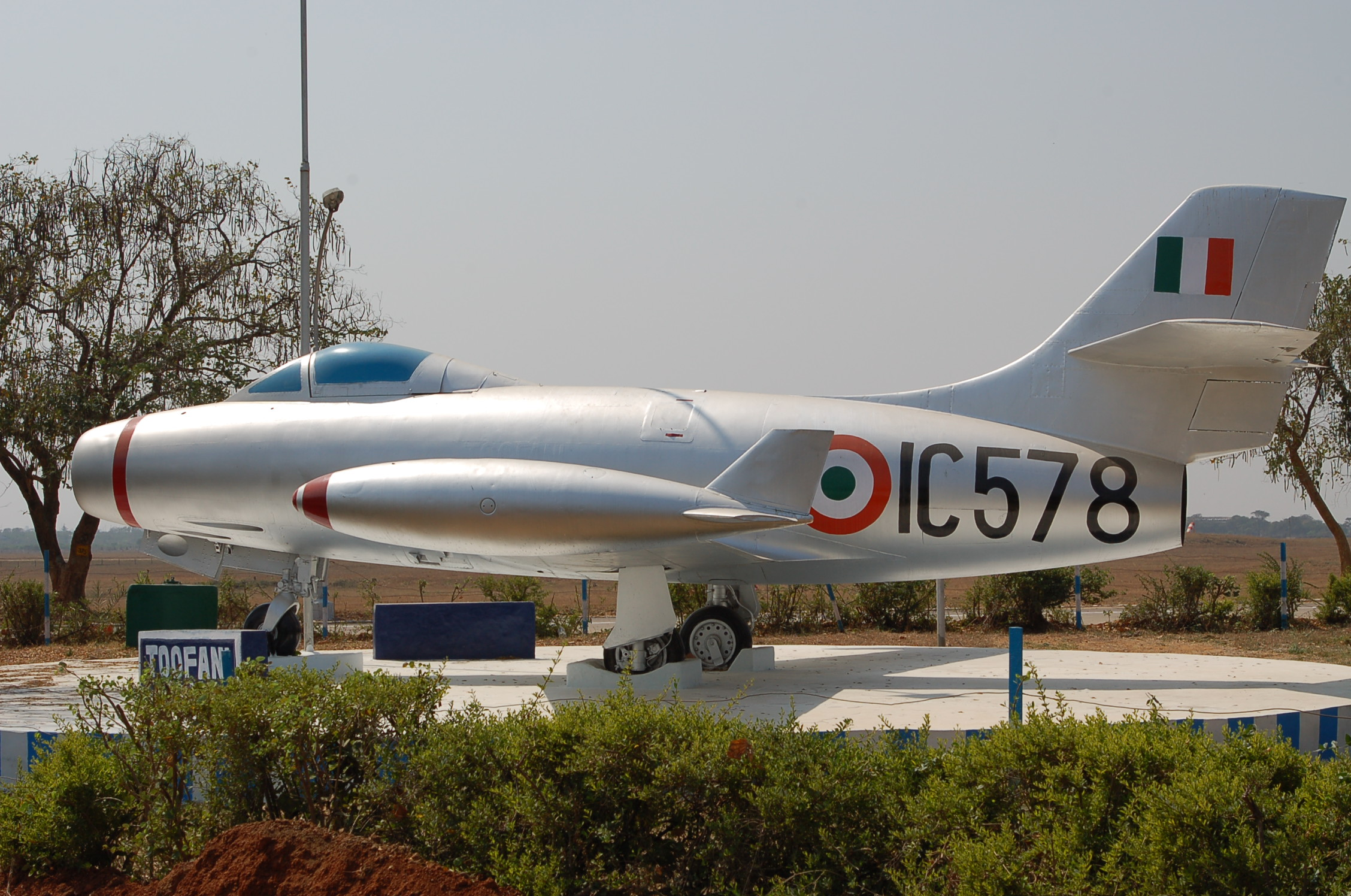
Dassault Ouragan
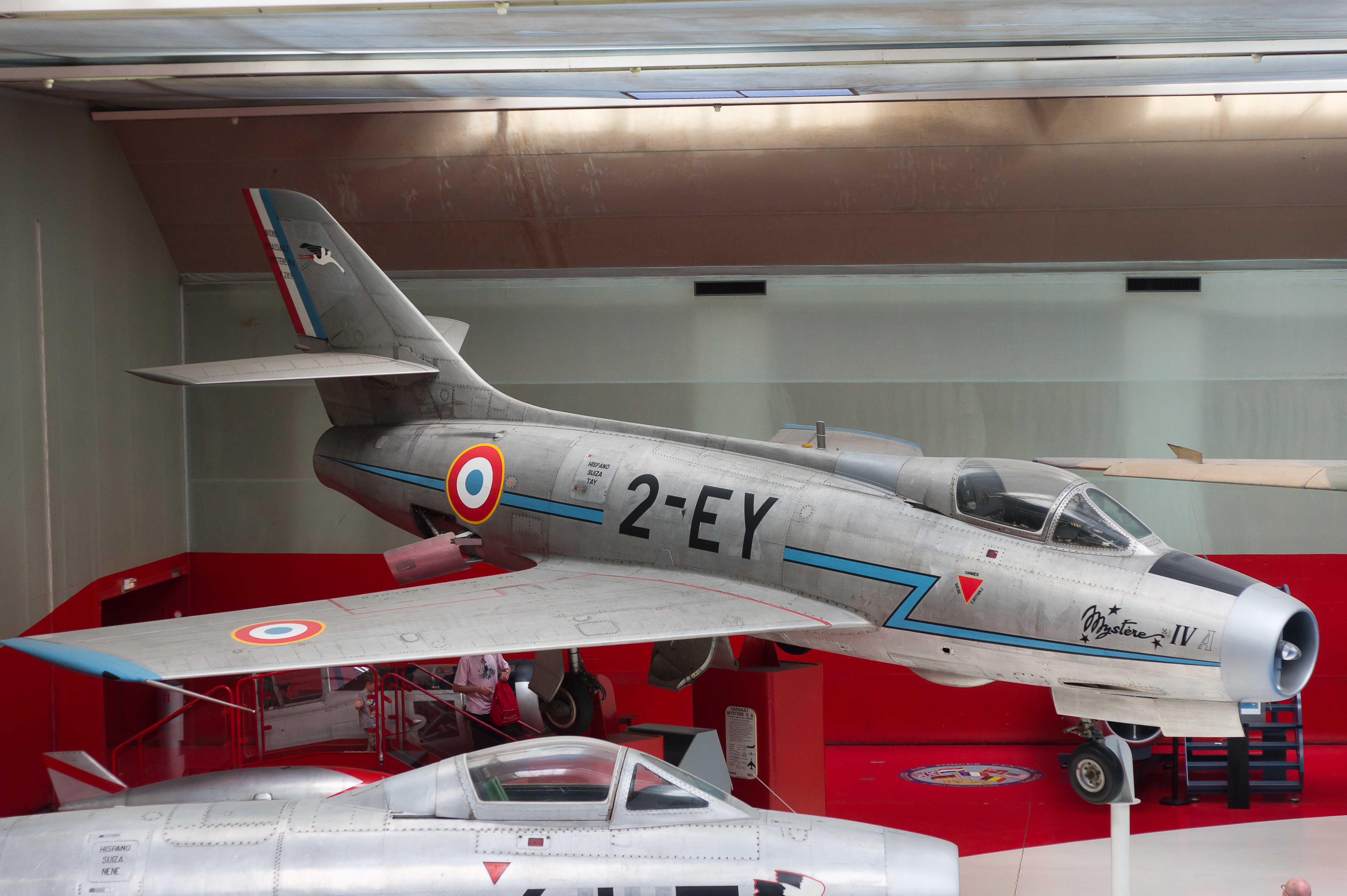
Dassault Mystère IV
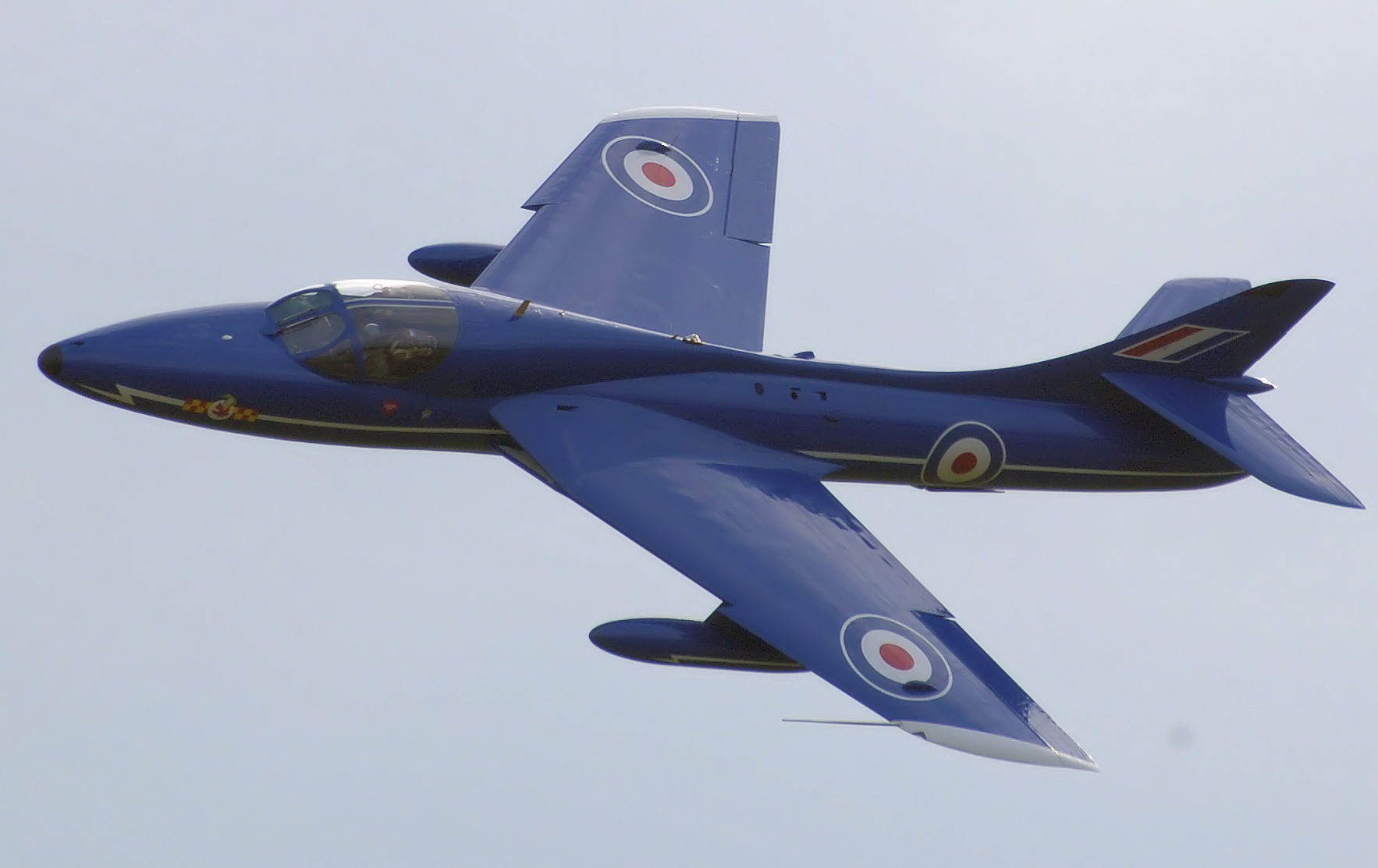
Hawker Hunter
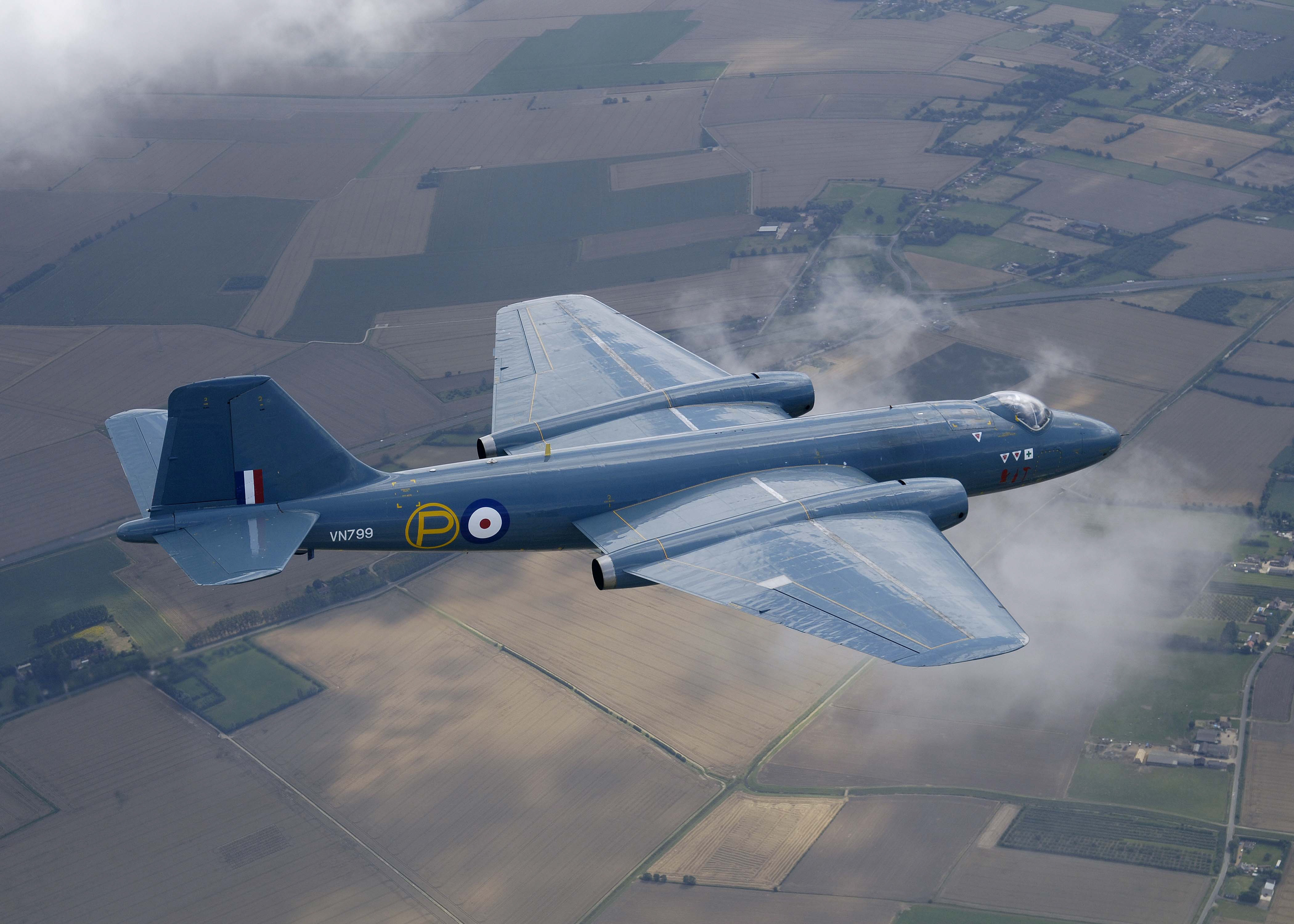
English Electric Canberra
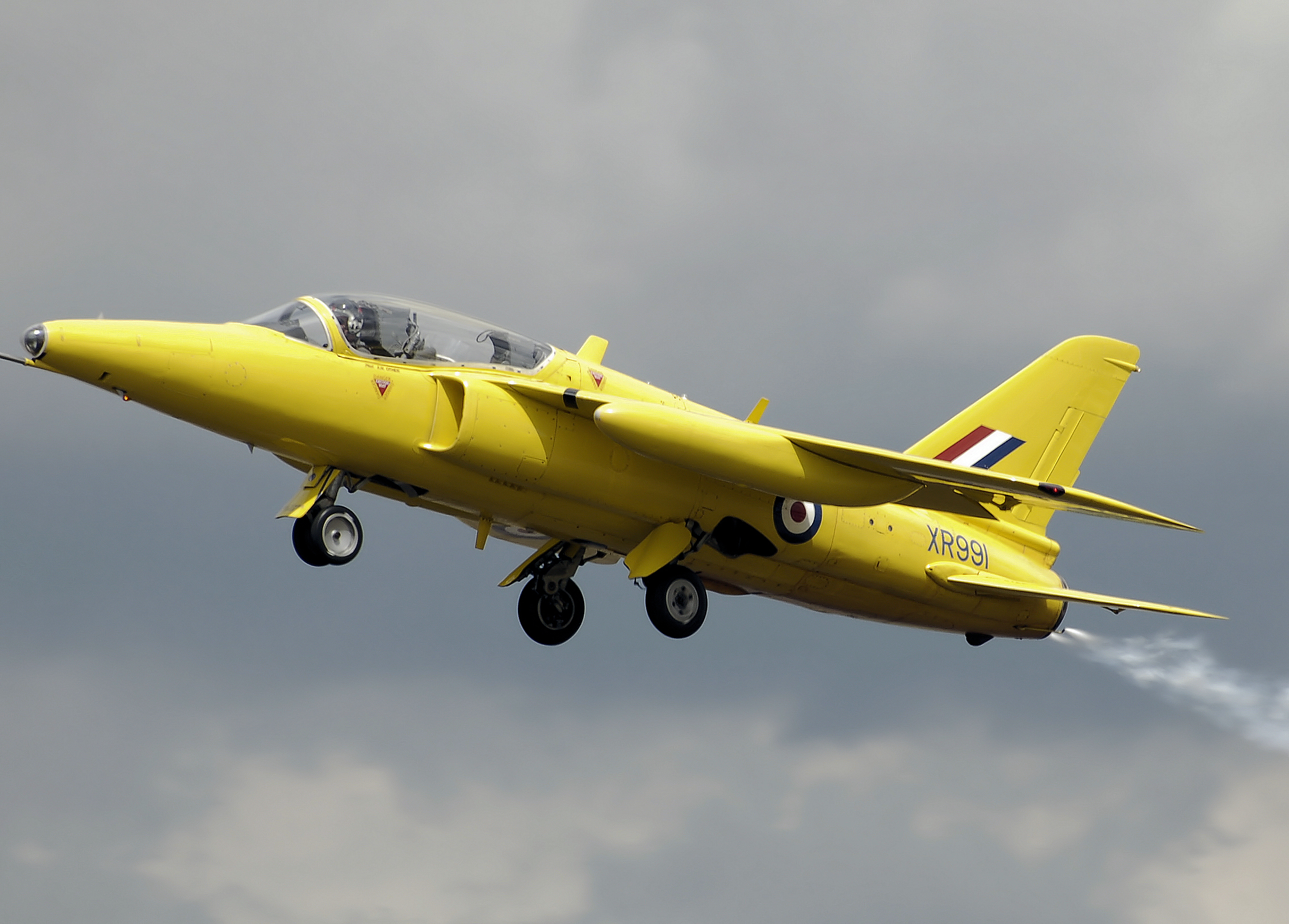
Folland Gnat

Počátkem 60. let 20. století docházelo ke stále častějším srážkám s čínskými jednotkami na čínsko-indické hranici, což odhalilo potřebu vyšších transportních kapacit. V té době indické letectvo disponovalo jen třemi transportními letkami C-47 a dvěma novými letkami C- 119G. Proto byla v SSSR objednána turbovrtulové dopravní letadla – 24 dvoumotorových Iljušin Il-14 a 8 čtyřmotorových Antonov An-12B. Spolu s nimi objednala Indie i 10 sovětských výsadkových a transportních vrtulníků Mil Mi-4, které bylo možné provozovat i ve velkých nadmořských výškách. Počet vrtulníků Mi-4 se během následujících letech zvýšil až na 120 kusů. Přestože pořízení těchto dopravních letadel a helikoptér významně zvýšilo způsobilosti indického letectva, tak nejvýznamnějším rozhodnutím v tomto období se stal následný nákup stíhacích letounů MiG-21.

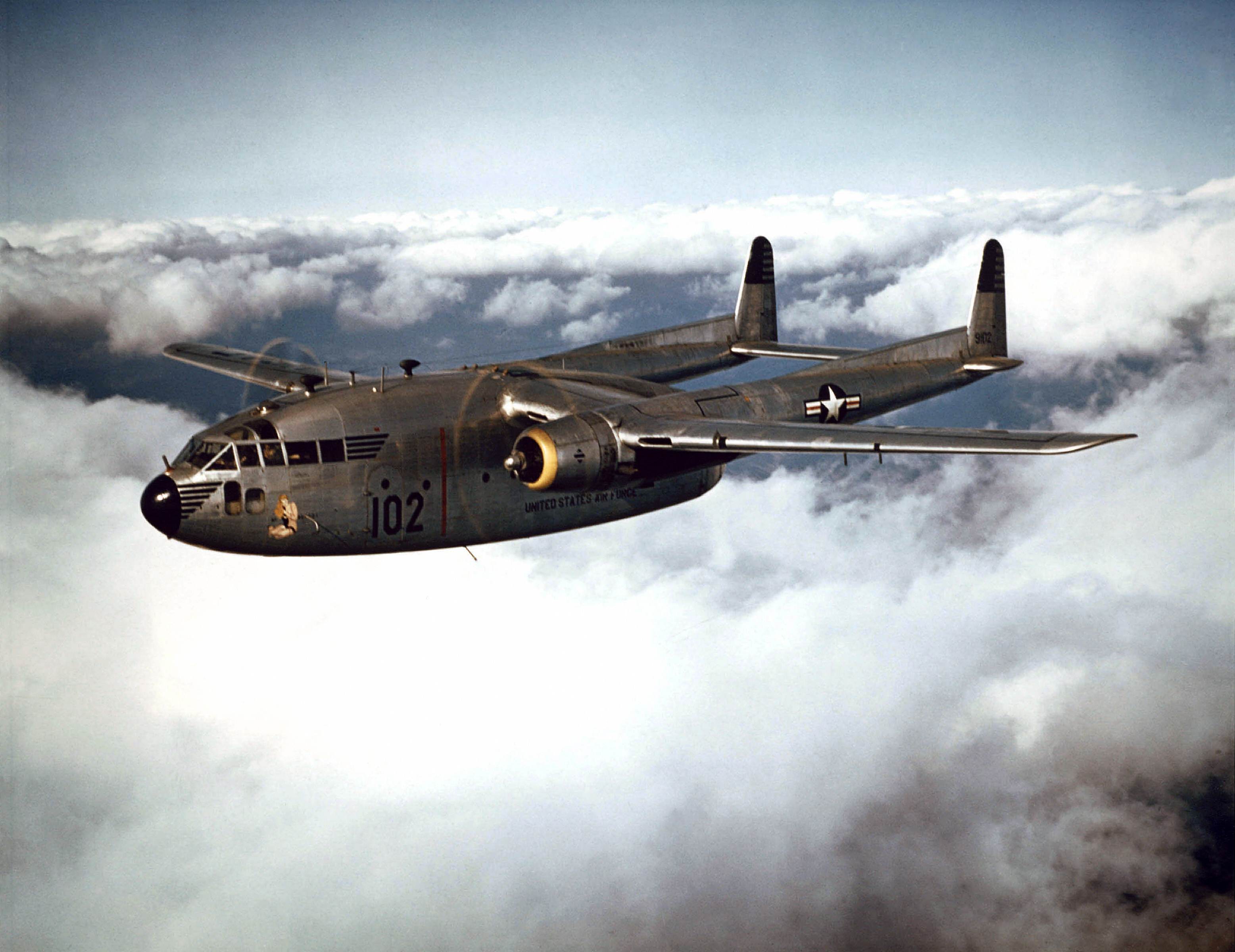
Fairchild C-119 Flying Boxcar
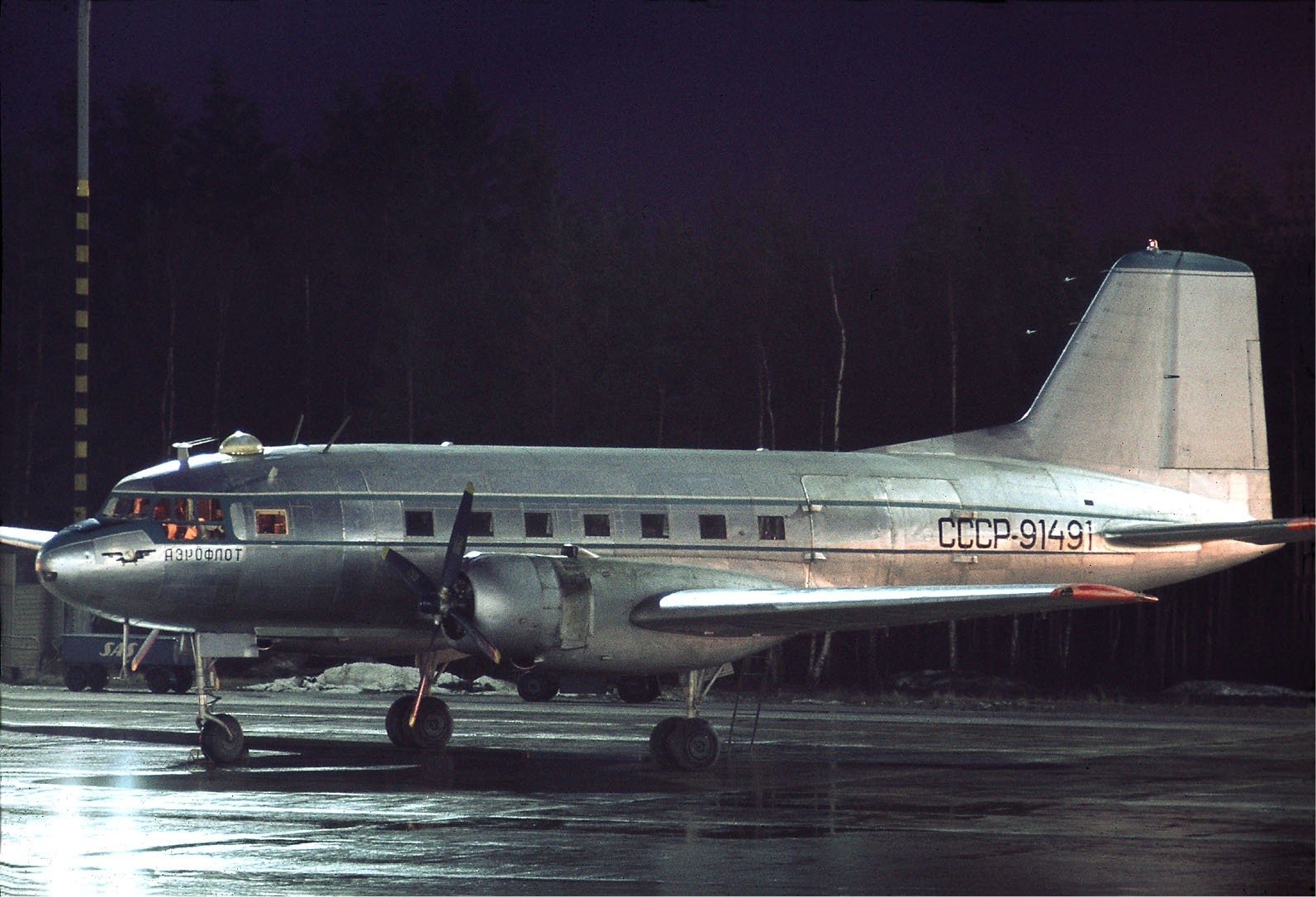
Iljušin Il-14
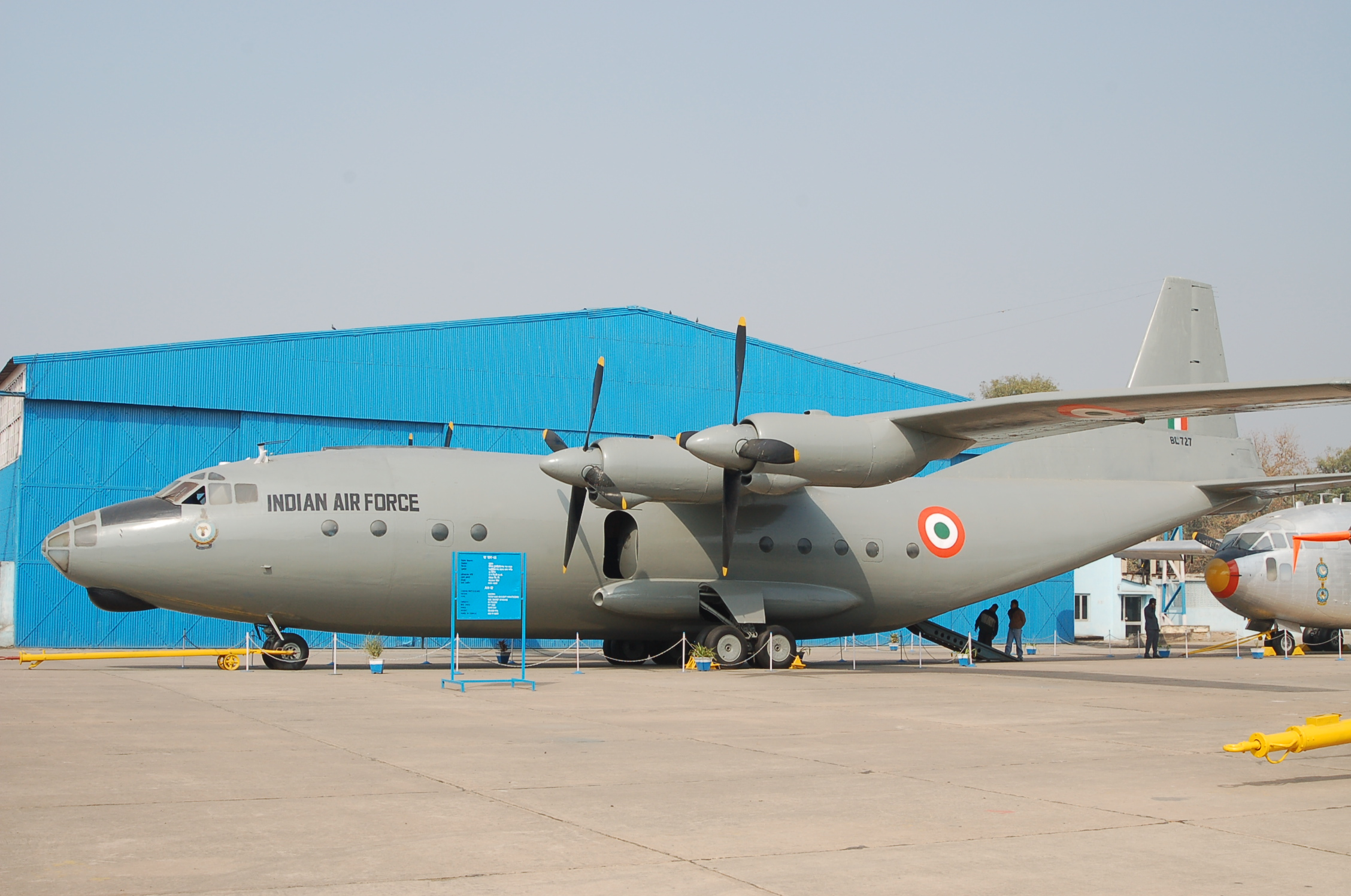
Antonov An-12
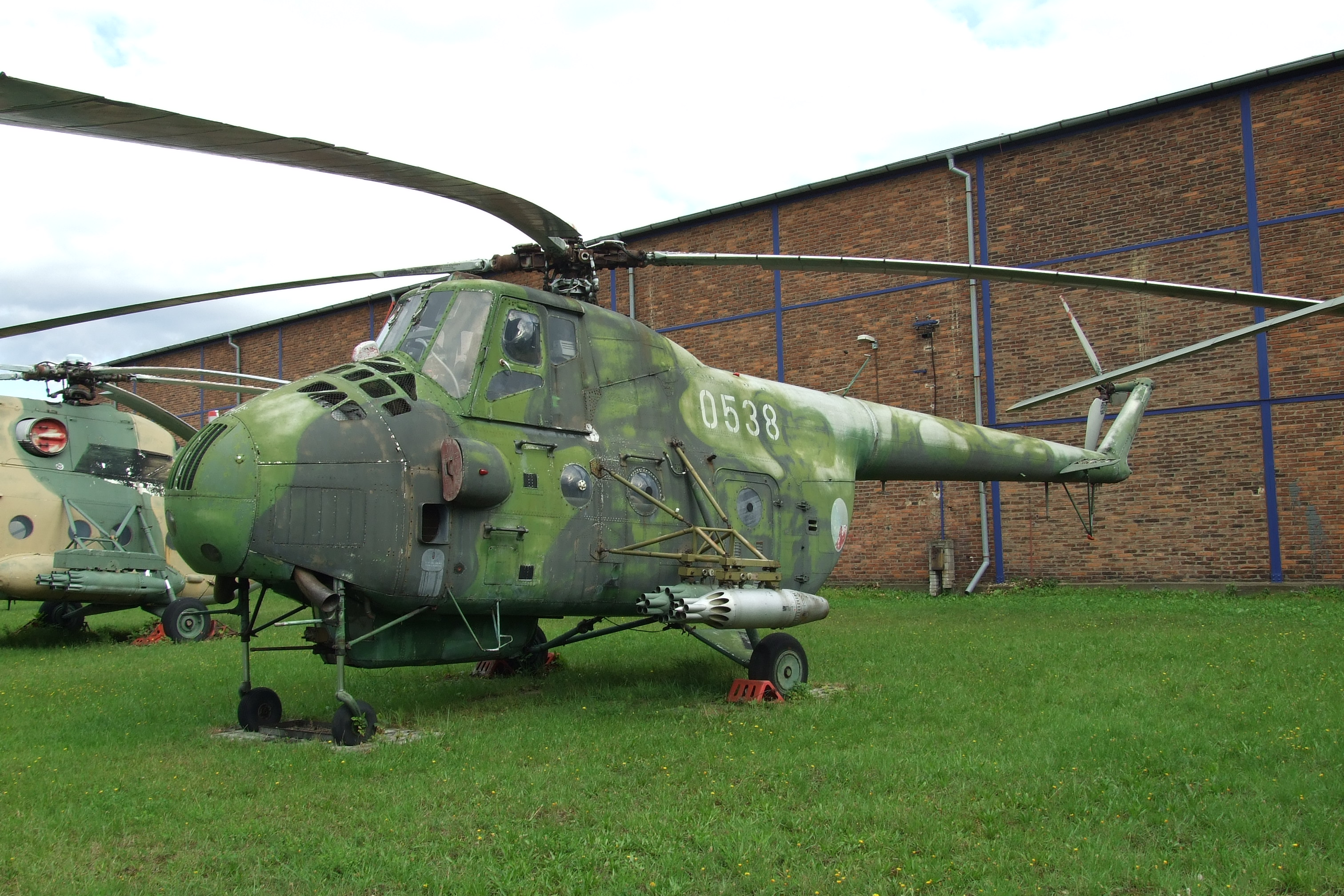
Mil Mi-4
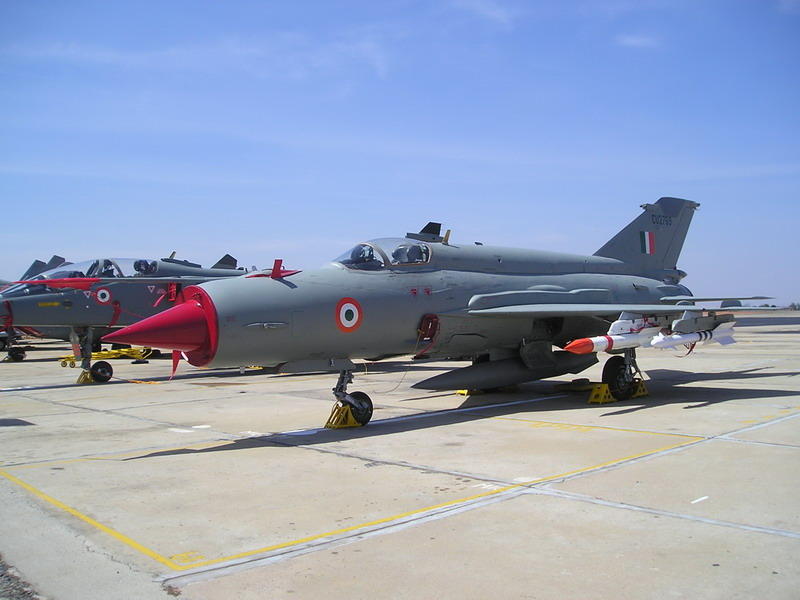
MiG-21

## Letadlový park
| Letadlo                    | Foto           | Země původu                | Úloha                                | Verze                              | Ve službě      | Poznámky                   |
| Bojové letouny             | Bojové letouny | Bojové letouny             | Bojové letouny                       | Bojové letouny                     | Bojové letouny | Bojové letouny             |
| -------------------------- | -------------- | -------------------------- | ------------------------------------ | ---------------------------------- | -------------- | -------------------------- |
| Dassault Mirage 2000       |                | Francie                    | víceúčelový bojový letoun            | Mirage 2000HMirage 2000I           | 45             |                            |
| Dassault Rafale            |                | Francie                    | víceúčelový bojový letoun            | Rafale EHRafele DH                 | 14             | celkem objednáno 36 strojů |
| HAL Tejas                  |                | Indie                      | lehký víceúčelový stíhací letoun     |                                    | 55             | objednáno ještě 65         |
| MiG-21                     |                | SSSR Rusko                 | záchytný stíhací letoun              | MiG21BisonMiG21MF                  | 53             |                            |
| MiG-27                     |                | SSSR                       | útočný letounstíhací bombardér       | MiG-27ML                           | 0              |                            |
| MiG-29                     |                | SSSR Rusko                 | víceúčelový stíhací letoun           | MiG-29UPG                          | 66             | Dalších 21 objednáno.      |
| Suchoj Su-30               |                | Rusko                      | víceúčelový stíhací letoun           | Su-30MKI                           | 272            | Dalších 12 objednáno.      |
| SEPECAT Jaguar             |                | Spojené království Francie | útočný letoun                        | Jaguar MJaguar S                   | 130            |                            |
| Letouny speciálního určení |                |                            |                                      |                                    |                |                            |
| Gulfstream G100            |                | Izrael                     | průzkumný letoun                     |                                    | 2              |                            |
| Bombardier Global Express  |                | Kanada                     | letoun pro elektronický průzkum      | Global 5000                        | 2              |                            |
| Berijev A-50               |                | Rusko                      | letoun včasné výstrahy               |                                    | 3              | ještě 2 objednané          |
| Tankovací letadla          |                |                            |                                      |                                    |                |                            |
| Iljušin Il-78              |                | SSSR                       | tankovací letoun                     |                                    | 7              |                            |
| Transportní letouny        |                |                            |                                      |                                    |                |                            |
| Antonov An-32              |                | SSSR                       | taktický transportní letoun          | An-32An-32RE                       | 104            |                            |
| Boeing C-17                |                | USA                        | strategický transportní letoun       | C-17 Globemaster III               | 10             |                            |
| Lockheed Martin C-130J     |                | USA                        | strategický transportní letoun       | C-130J Super Hercules              | 5              |                            |
| Dornier 228                |                | Německo                    | taktický transportní letoun          |                                    | 40             |                            |
| Hawker Siddeley HS 748     |                | Spojené království         | taktický transportní letoun          |                                    | 57             |                            |
| Iljušin Il-76              |                | SSSR                       | strategický transportní letoun       | Il-76MD                            | 15             |                            |
| Vrtulníky                  |                |                            |                                      |                                    |                |                            |
| HAL Dhruv                  |                | Indie                      | užitkový vrtulník                    |                                    | 62             |                            |
| Mil Mi-8 Mil Mi-17         |                | SSSR Rusko                 | dopravní vrtulník                    | Mi-8 Mi-17V5                       | 259            |                            |
| Mil Mi-24 Mil Mi-35        |                | SSSR Rusko                 | bitevní vrtulník                     |                                    | 16             |                            |
| Mil Mi-26                  |                | SSSR Rusko                 | dopravní vrtulník                    |                                    | 3              |                            |
| Aérospatiale SA 315B Lama  |                | Francie Indie              | dopravní vrtulník                    |                                    | 15             |                            |
| Aérospatiale Alouette III  |                | Francie Indie              | lehký užitkový vrtulník              | SA 316 SA 319                      | 77             |                            |
| Cvičná letadla             |                |                            |                                      |                                    |                |                            |
| BAE Hawk                   |                | Spojené království         | cvičný letoun pro pokračovací výcvik | Hawk 132                           | 90             |                            |
| HAL HJT-16 Kiran           |                | Indie                      | cvičný letoun pro pokračovací výcvik | Kiran Mk I Kiran Mk IA Kiran Mk II | 81             |                            |
| SEPECAT Jaguar             |                | Spojené království Francie | cvičná verze bojového letounu        | Jaguar T                           | 30             |                            |
| Dassault Mirage 2000       |                | Francie                    | cvičná verze stíhacího letounu       | Mirage 2000TH/TI                   | 12             |                            |
| Pilatus PC-7               |                | Švýcarsko                  | letoun pro základní výcvik           | PC-7 Mk II                         | 75             |                            |
| Bezpilotní letadla         |                |                            |                                      |                                    |                |                            |
| IAI Harpy                  |                | Izrael                     | bezpilotní letoun                    | Harpy 2                            | 10             |                            |